# Pennsylvania Stoners
I Pennsylvania Stoners sono stati una società di calcio statunitense, che aveva sede a Allentown e Bethlehem, Pennsylvania.

## Storia
I Pennsylvania Stoners vennero fondati nel 1979 per militare nell'American Soccer League dall'ungherese William Ehrlich, che fu nei primi anni di esistenza del club presidente, allenatore e reclutatore.
Nella stagione 1979 la squadra giunse a disputare le finali di divisione, perse contro i Columbus Magic; nella stessa stagione Ehrlich vinse il titolo di miglior allenatore. La stagione seguente fu trionfale per il club, che dopo aver vinto il proprio girone, batté nella finale playoff i Sacramento Gold. Nella stessa stagione il debuttante George Gorleku fu scelto come Most Valuable Player del torneo, mentre l'allenatore Ehrlich vinse per il secondo anno consecutivo il titolo di miglior allenatore.
La stagione 1981 vide gli Stoners raggiungere le finali di divisione perse contro i futuri campioni dei Carolina Lightnin'. Quella del 1981 fu l'ultima stagione che vide alla guida sia tecnica che societaria degli Stoners Ehrlich, che lasciò il club per dedicarsi alla sua azienda. Senza la guida del suo fondatore la squadra entrò in crisi economica, dovuta anche al crollo degli spettatori a causa del trasferimento nella vicina Bethlehem, tanto che rinunciò a disputare i playoff dell'American Soccer League 1982.
Il club fu salvato dal dottor William Burfeind, che con il suo contributo permise agli Stoners di iscriversi all'American Soccer League 1983, in cui raggiunse la finale persa contro i Jacksonville Tea Men. Gli Stoners precedettero di poco la sorte della ASL chiudendo i battenti il 21 gennaio 1984.
Dal 2008 al 2009 un omonimo Pennsylvania Stoners ha militato nella National Premier Soccer League.

## Strutture

### Stadio
Dal 1979 al 1981 giocò nell'Allentown School District Stadium di Allentown, mentre tra il 1982 ed il 1983 al Bethlehem School District Stadium di Bethlehem.

## Allenatori
- 1979-1981  William Ehrlich
- 1982-1983  Kalman Csapo

## Palmarès

### Competizioni nazionali
- American Soccer League: 1

1980

### Altri piazzamenti
- American Soccer League:

Secondo posto: 1983